# Tinodes karadere
Tinodes karadere là một loài Trichoptera trong họ Psychomyiidae. Chúng phân bố ở miền Cổ bắc.